# Lista siturilor arheologice din județul Neamț - Ș
Lista siturilor arheologice din județul Neamț - Ș conține toate siturile arheologice din județul Neamț înscrise în Repertoriul Arheologic Național (RAN) și aflate în localități al căror nume începe cu litera Ș. RAN este administrat de Ministerul Culturii și Patrimoniului Național și cuprinde date științifice, cartografice, topografice, imagini și planuri, precum și orice alte informații privitoare la zonele cu potențial arheologic, studiate sau nu, încă existente sau dispărute.
Puteți căuta un sit din localitățile care încep cu litera Ș folosind formularul de mai jos sau puteți naviga prin toate siturile din județ la Lista siturilor arheologice din județul Neamț.
| Cod RAN                                 | Denumire | Localitate                                  | Adresă | Datare            | Descoperit | Coordonate                                    | Imagine           | Erori            |
| --------------------------------------- | --- | ------------------------------------------- | ------ | ----------------- | ---------- | --------------------------------------------- | ----------------- | ---------------- |
| 124420.01.01 (Cod LMI: NT-II-m-B-10703) | Ansamblul sitului medieval al bisericii "Sf. Gheorghe" de la Ștefan cel Mare / ansamblu Biserica "Sf. Gheorghe" (Categorie: structură de cult/religioasă) (Tip: Biserică) | sat Ștefan cel Mare, comuna Ștefan cel Mare |        | 1637, modif. 1922 |            | 46°58′58″N 26°30′53″E / 46.98278°N 26.51472°E | Încărcați imagine | Raportați eroare |
| 124420.01.02 (Cod LMI: NT-II-m-B-10703) | Ansamblul sitului medieval al bisericii "Sf. Gheorghe" de la Ștefan cel Mare / ansamblu Biserica "Sf. Gheorghe" (Categorie: structură de cult/religioasă) (Tip: Biserică) | sat Ștefan cel Mare, comuna Ștefan cel Mare |        | 1661-1680         |            | 46°58′58″N 26°30′53″E / 46.98278°N 26.51472°E | Încărcați imagine | Raportați eroare |